# Eid (Norwegen)

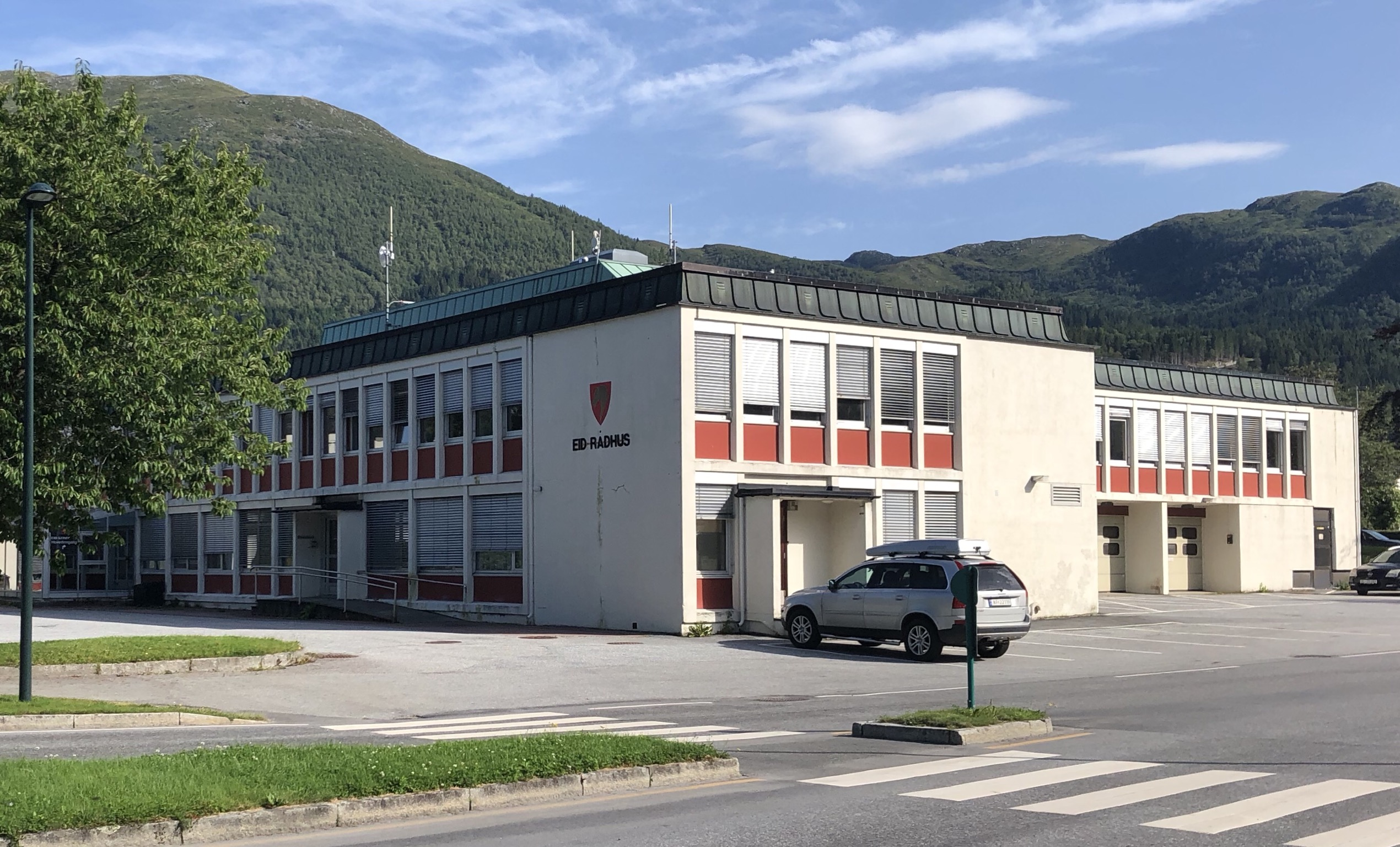
Rathaus von Eid in Nordfjordeid, 2019

Wappen von Eid

Eid war eine Kommune in der norwegischen Provinz Sogn og Fjordane (2020 Teil von Vestland geworden). Ihr Verwaltungssitz war Nordfjordeid. Im Zuge der Kommunalreform in Norwegen wurden Eid, Selje und der östliche Teil von Vågsøy zum 1. Januar 2020 zur neuen Gemeinde Stad zusammengelegt.
Auf einer Fläche von 469,21 km² lebten 6151 Einwohner (Stand: 1. Januar 2019). Die Kommunennummer war 1443. Letzter Bürgermeister war Alfred Bjørlo (V).

## Geografie
Die Kommune lag am Nordfjord. Sie grenzte im Norden an Vanylven und Volda, im Osten an Hornindal und Stryn, im Süden (südlich des Fjordes) an Gloppen und Bremanger und im Westen an Vågsøy. 
Weitere Orte in der Kommune waren unter anderem Haugen, Mogrenda und Stårheim.
Geografisch wurde das Gemeindegebiet durch die Fjordlandschaft geprägt. Im Westen und Süden gehörten Teile des Nordfjords und der gesamte Eidsfjord zum Gemeindegebiet. Im Osten umfasste Eid die westliche Hälfte des Hornindalsvatnet, des tiefsten Sees Europas. Hinzu kamen kleinere Bergseen wie der Osvatnet. Durch die Gemeinde flossen auch kleinere Flüsse wie der Eidselva und viele Bäche wie der Presteelva und der Kvernhuselva.
In Nordfjordeid befinden sich das Opernhaus Nordfjordeid und die Kirche von Eid.

## Bekannte Personen aus Eid
- Sophus Lie (1842–1899), einer der bedeutendsten Mathematiker in der Geschichte Norwegens
- Kolbjørn Varmann (1904–1980), Priester der Norwegischen Kirche und Politiker
- Harald Aabrekk, Fußballtrainer
- Alfred Bjørlo (* 1972), Politiker
- Azar Karadaş (* 1981), Fußballspieler